# ŠK Napredak Zenica
Napredak Zenica – bośniacko-hercegowiński klub szachowy z siedzibą w Zenicy, dwukrotny mistrz kraju kobiet.

## Historia
Klub został założony w 1996 roku z inicjatywy ks. Josipa Lubara, który został także jego pierwszym prezesem. W 2005 roku klub zadebiutował w Premijer lidze. Zespół zajął wówczas przedostatnie, dziewiąte miejsce i spadł z ligi. W 2007 roku Napredak powrócił do Premijer ligi, jednak zajął ostatnią, dziesiątą pozycję i ponownie spadł. W składzie drużyny znajdował się wówczas m.in. Ivan Šarić.
W 2017 roku klub po raz pierwszy zdobył mistrzostwo kraju kobiet. W sezonie 2018 Napredak zajął trzecie miejsce w rozgrywkach, rok później zdobył wicemistrzostwo. W 2021 roku zespół zdobył tytuł mistrzowski, a rok później był trzeci w klasyfikacji. W latach 2023–2024 Napredak był wicemistrzem Bośni i Hercegowiny. Ponadto zespół kobiecy w 2024 roku zadebiutował w Pucharze Europy. Klub wygrał wówczas ze Zmajem Belgrad, Rudarem Kostolac i Wasa SK oraz przegrał z SuperChess Club, Sirmium Sremska Mitrovica, Gambitem Bonnevoie i SG Solingen A. W klasyfikacji końcowej rozgrywek Napredak zajął dwunaste miejsce. Skład drużyny stanowiły wówczas m.in. Marija Manakova, Ljilja Drljević i Sandra Đukić.